# 熊谷郵便局
熊谷郵便局（くまがやゆうびんきょく）は、埼玉県熊谷市にある郵便局。民営化前の分類は集配普通郵便局であった。局番号は03003。

## 概要
住所：〒360-8799 埼玉県熊谷市本町2-7

### 併設施設
- ゆうちょ銀行熊谷店（さいたま支店熊谷出張所）：取扱店番号030030
  - なお、かんぽ生命保険熊谷支店は、民営化の際に当局を出て筑波三丁目にある熊谷駅前ビル（当局の南東約500m)内に新設された。

### 分室
分室はなし。過去に存在した分室は以下のとおり。
- 保険分室 - 簡易生命保険および郵便年金のみ取扱。1954年（昭和29年）に廃止。

### 民営化以前に管轄下にあった出張所（局外ATM）
民営化に伴い、すべてゆうちょ銀行さいたま支店の出張所となった。
- 熊谷市役所内出張所
- 熊谷駅ビル内出張所
- 八木橋デパート内出張所
- ショッピングセンターニットーモール内出張所
- 立正大学熊谷校内出張所

## 沿革
- 1872年8月4日（明治5年7月1日） - 熊谷郵便取扱所として開設[1]。
- 1873年（明治6年） - 熊谷郵便役所となる[1]。
- 1875年（明治8年）1月1日 - 熊谷郵便局（二等）となる。翌日より為替取扱を開始[1]。
- 1879年（明治12年）1月28日 - 貯金取扱を開始[1]。
- 1889年（明治22年）10月16日 - 熊谷郵便電信局となる[1]。
- 1903年（明治36年）4月1日 - 通信官署官制の施行に伴い熊谷郵便局となる[1]。
- 1946年（昭和21年）3月28日 - 電話部に昭和天皇が行幸（昭和天皇の戦後巡幸の一環）[2]。
- 1949年（昭和24年）10月1日 - 熊谷市大字熊谷に保険分室を設置[3]。
- 1954年（昭和29年）12月13日 - 保険分室を廃止。
- 1955年（昭和30年）1月 - 局舎落成。
- 1955年（昭和30年）8月16日 - 玉井郵便局[4] から集配業務を移管。
- 1956年（昭和31年）11月1日 - 電話通話および和文電報受付事務取扱を開始。
- 1957年（昭和32年） - 熊谷駅との間の郵便物受渡が専用自動車化。専用自動車郵便線路「熊谷局駅線」が開設される[5]。
- 1971年（昭和46年）9月30日 - 秩父鉄道線を経由する鉄道郵便輸送（熊谷荒川線）が廃止[6]。専用自動車に転換。
- 1986年（昭和61年）3月 - 高崎線を経由する鉄道郵便輸送（東京新潟線・東京直江津線）が廃止[7]。専用自動車に転換。
- 1992年（平成4年）8月3日 - 外国通貨の両替および旅行小切手の売買に関する業務取扱を開始。
- 2006年（平成18年）9月11日 - 妻沼郵便局（旧妻沼町域）、吉岡郵便局（旧熊谷市荒川以南地区、旧大里町域の一部、江南町（当時））から集配業務を移管[8]。
- 2007年（平成19年）10月1日 - 民営化に伴い、郵便局株式会社の施設となる。併設された郵便事業熊谷支店、ゆうちょ銀行熊谷店に一部業務を移管。
- 2012年（平成24年）10月1日 - 日本郵便株式会社発足に伴い、郵便事業熊谷支店を熊谷郵便局に統合。

## 取扱内容

### 熊谷郵便局
- 郵便、印紙、ゆうパック、内容証明
- 生命保険、バイク自賠責保険、自動車保険、がん保険、引受条件緩和型医療保険
- 熊谷市内全域の集配業務（ただし、大里地区の一部は、吹上郵便局の受持区域）
  - 該当する郵便番号は、360-xxxx。
    - 360-00xx（旧熊谷市域荒川以北東部）の地区、360-08xx（旧熊谷市域荒川以北西部）の地区、360-01xx（荒川以南各地区）及び360-02xx（旧妻沼町域）の地区と、大きく分けて3ブロックに局内の部署が分けられている。
（かつて360-01xxの地区は吉岡郵便局・360-02xxの地区は妻沼郵便局受持だった区域で、現在も一部郵便物は両郵便局を経由する）
- ゆうゆう窓口
- 川本郵便局の集配業務（元郵便事業熊谷支店川本集配センター）の統轄

### ゆうちょ銀行熊谷店
- 貯金、貸付、為替、振替、振込、国際送金、外貨両替、国債、投資信託、変額年金保険
- ATM

## 風景印
- 表記は『熊谷』
- 図案は熊谷駅東口前『熊谷次郎・丹治直実公銅像』・『うちわ祭りの山車』・市の木（旧）『イチョウ』
- 使用開始日は1975年（昭和50年）1月27日

## 周辺
- 熊谷市役所
- かんぽ生命保険熊谷支店
- 埼玉県立熊谷女子高等学校
- 国道17号

## アクセス
- JR、秩父鉄道 熊谷駅（正面口）から徒歩約10分
- 国際十王バス・朝日バス 局前停留所下車
- 関越自動車道 嵐山小川ICから北東へ約13km
- 熊谷市道「市役所通り」沿い[9]。
- 駐車場あり：16台